# 克勉十世
克勉十世（拉丁語：Clemens PP. X；1590年7月13日—1676年7月22日）原名埃米廖·阿爾蒂耶里（Emilio Altieri），1670年4月29日當選教宗，同年5月11日即位至1676年7月22日為止。他是以一致欢呼的方式當選教宗。

## 譯名列表
- 十世：天主教香港教區禮儀委員會：禧年專頁（页面存档备份，存于）作。
- 十世：香港天主教教區檔案　歷任教宗作。
- 克雷芒十世：《大英簡明百科知識庫》2005年版[永久]、《世界人名翻譯大辭典》1993年版作克雷芒。